# Boomerang (album)
Boomerang – trzeci album grupy Daara J. Został wydany w 2003 przez Wrasse Records.

## Lista utworów
1. „Boomrang” – 4:18
2. „Esperanza” – 3:57
3. „Exodus” – 4:02
4. „Bopp Sa Bopp” – 3:58
5. „Le Cycle” feat. Rokia Traoré – 4:57
6. „Le Precipice” – 4:18
7. „Paris Dakar” feat. Disiz La Peste – 4:43
8. „Hip Hop Civilization” feat. China – 3:56
9. „Number One” – 3:59
10. „Si La Vie N'est Pas Belle” – 3:20
11. „Babylone” – 3:31
12. „Magg Dan” – 4:47
13. „Esperanza” feat. Sergeant Garcia – 6:24